# Delova osebnost leta
Delova osebnost leta je slovenski častni naziv in nagrada, ki ga od leta 1990 tradicionalno v novoletnem času podeljuje časnik Delo osebnosti, ki je najbolj zaznamovala iztekajoče se leto. Sprva so osebnost izbirali samo bralci, pozneje uredniški kolegij (1999–2005), danes pa uredniški kolegij predlaga deset nominirancev, nakar osebnost leta izberejo bralci.
| Leto | Delova osebnost leta | Drugi nominiranci |
| ---- | --- | --- |
| 1990 | predsednik Slovenije Milan Kučan | ni bilo nominirancev, osebnost so izbrali neposredno bralci s poimenskim glasovanjem |
| 1991 | predsednik Slovenije Milan Kučan | ni bilo nominirancev, osebnost so izbrali neposredno bralci s poimenskim glasovanjem |
| 1992 | predsednik Slovenije Milan Kučan | ni bilo nominirancev, osebnost so izbrali neposredno bralci s poimenskim glasovanjem |
| 1993 | predsednik Slovenije Milan Kučan | ni bilo nominirancev, osebnost so izbrali neposredno bralci s poimenskim glasovanjem |
| 1994 | predsednik Slovenije Milan Kučan | ni bilo nominirancev, osebnost so izbrali neposredno bralci s poimenskim glasovanjem |
| 1995 | predsednik Slovenije Milan Kučan | ni bilo nominirancev, osebnost so izbrali neposredno bralci s poimenskim glasovanjem |
| 1996 | predsednik Slovenije Milan Kučan | ni bilo nominirancev, osebnost so izbrali neposredno bralci s poimenskim glasovanjem |
| 1996 | predsednik Slovenije Milan Kučan | ni bilo nominirancev, osebnost so izbrali neposredno bralci s poimenskim glasovanjem |
| 1997 | predsednik Slovenije Milan Kučan in predsednik ZDA Bill Clinton | ni bilo nominirancev, osebnost so izbrali neposredno bralci s poimenskim glasovanjem |
| 1998 | Leon Štukelj | |
| 1999 | domača osebnost: Marko Rupnik – slikar pater, ki je je dvorano papeževe kapele v Vatikanu prekril z več kot 600 kvadratnimi metri mozaika; tuja osebnost Kiro Gligorov – makedonski predsednik, ki je svojo državo ubranil pred vojno krizo in je veliko naredil za mednarodno priznanje makedonske države in naroda | ni bilo nominirancev, nagrajenca je razglasilo uredništvo |
| 2000 | domača osebnost: popotnik Tomo Križnar; tuja osebnost: Sulejman Musa Rahhal – predsednik nubskega centra v Londonu in ustanovitelj Organizacije za solidarnost z Nubskimi gorami v tujini | ni bilo nominirancev, nagrajenca je razglasilo uredništvo |
| 2001 | Domen Černuta – ovčar, ki je po kamnitem plazu, ki je konec avgusta 2001 pokopal njihovo vasico, organiziral vaško skupnost, da je prebrodila najhujše in se obdržala | ni bilo nominirancev, nagrajenca je razglasilo uredništvo |
| 2002 | politik Janez Potočnik – minister za evropske zadeve, kot človek velike širine, ki zna tako tudi predstavljati Slovenijo svetu; sociologinja in mirovnica Marta Gregorčič – za njeno delo z ljudmi, ki so odrinjeni na rob družbe                                                                                    | ni bilo nominirancev, nagrajenca je razglasilo uredništvo |
| 2003 | filozof Tine Hribar | ni bilo nominirancev, nagrajenca je razglasilo uredništvo |
| 2004 | filozof Gorazd Kocijančič – za svoj celotni prevod, opombe in komentarje k prevodu Zbranih del Platona | ni bilo nominirancev, nagrajenca je razglasilo uredništvo |
| 2005 | podjetnik Igor Akrapovič – kot svetovno priznani izdelovalec zahtevnih izpušnih sistemov | ni bilo nominirancev, nagrajenca je razglasilo uredništvo |
| 2006 | v gospodarstvu Zofija Mazej Kukovič – predsednica uprave družbe Esotech; v kulturi: Boris A. Novak – pisatelj in dramaturg: v politiki Zoran Janković – župan Ljubljane; v športu Petra Majdič – smučarska tekačica                                                                                                  | Uredništvo je za vsako področje pripravilo nabor treh kandidatov oziroma kandidatk, o zmagovalcih pa so odločali bralci.                                                                                           |
| 2007 | Borut Geršak – zdravnik, ki je s svojo ekipo izvedel prvo endoskopsko operacijo srca | Erik Brecelj, Mihael Prevc, Anica Mikuž Kos, Feri Lainšček, Magnifico, Primož Kozmus, Pedro Opeka, Lučka Kajfež Bogataj, Andrej Detela                                                                             |
| 2008 | Primož Kozmus – olimpijski prvak v metu kladiva | Ivo Boscarol, Marta Gorjup Brejc, Spomenka Hribar, Marko Kranjc, Marko Mikuž, Boris Pahor, Tone Pavček, Nataša Pirc Musar in Polona Samec                                                                          |
| 2009 | Erik Brecelj – za razkrivanje nepravilnosti v zdravstvu | Tatjana in Matjaž Nekrep, Ivo Boscarol, Tatjana Fink, Robert Waltl, Goran Vojnović, Robert Koren, Tina Maze, Erik Brecelj, Marinka Kurilić, Marko Mikuž                                                            |
| 2010 | Boris Pahor – kot enega najpogosteje omenjenih in objavljenih evropskih pisateljev in razumnikov | Ivo Boscarol, Japec in Jernej Jakopin, Roman Jerala, Matjaž Kek, Uroš Macerl, Petra Matos in Aleš Pevc, Neira Mikič, Renata Salecl in Dejan Zavec                                                                  |
| 2011 | Ivo Boscarol | Marjan Batagelj, Aleksander Doplihar, Goran Klemenčič, Alen Kobilica, Anže Kopitar, Leon Meglič, Anka Lipušček Miklavič, Zorko Simčič, Anže Slosar                                                                 |
| 2012 | Ana Lukner – pobudnica in ustanoviteljica Anine zvezdice, fundacije za pomoč socialno ogroženim | Darko Đurić, Robert Golob, Anže Kopitar, Matevž Lenarčič, Dragan Mihailović, Anita Ogulin, Srečko Šestan, Dragan Živadinov, Urška Žolnir                                                                           |
| 2013 | Anita Ogulin – sekretarka Zveze prijateljev mladine Ljubljana Moste-Polje za svojo nesebično pomoč in podporo številnim družinam | Tina Maze, Goran Klemenčič, Marko Mikuž, Andrej Mrak, Dušan Olaj, Marinka Vovk, Rok Biček, Goran Dragić in Matevž Krivic                                                                                           |
| 2014 | prostovoljni gasilci | Miha Kos, Tina Maze, Mitja Rotovnik, Matjaž Bunc, Andrej Božič, CodeCatz, Ahmed Pašić, Ivan Šprajc, Helena Žigon                                                                                                   |
| 2015 | Jure Poglajen – prostovoljec, ki je na otoku Lesbosu pomagal beguncem, s pozivom v domovino pa zbral deset ton pomoči | Jože Colarič, Uroš Dokl, Andrej Gnezda, Imre Jerebic, Edvard Kobal, skupina Laibach, Tina Maze, Faila Pašić Bišić, Ciril Zlobec                                                                                    |
| 2016 | Milan Jakopovič – ustanovitelj in predsednik dobrodelnega društva Petka za nasmeh | Aleksander Čeferin, Hubert Kosler, tandem Matevž Lenarčič in Griša Močnik, Komisija Vlade RS za reševanje vprašanj prikritih grobišč, Zvezdan Pirtošek, Peter Prevc, Ana Roš, Tina Trstenjak, Tatjana Avšič Županc |
| 2017 | Kozma Ahačič – jezikoslovec, ki je napisal novi slovnici za osnovne in srednje šole | Miha Blažič - N'toko, Goran Dragić, Andreja Gomboc, Petra Greiner, Bernarda Kropf, Boris A. Novak, Marko Pokorn, Jože Šerbec, Ilka Štuhec                                                                          |
| 2018 | Uroš Ahčan in Vojko Didanovič – kirurga, ki sta s popolno rekonstrukcijo nosu postavila nov mejnik v estetski kirurgiji v svetovnem merilu. | Alenka Artnik, Jakov Fak, Janja Garnbret, Bernarda Gostečnik, Tina Lebar, Vlado Kreslin, Dušan Merc, Urša Zgojznik, Bronja Žakelj                                                                                  |
| 2019 | Jadran Lenarčič – skoraj 15 let vodi in usmerja znanstveni potencial 500 doktorjev znanosti, ki v laboratorijih oblikujejo prihodnost države. Je eden od pionirjev in utemeljiteljev robotske kinematike, biorobotike in humanoidnih robotov.                                                                        | Janez Cerar in Igor Vovk, Nina Šenk, Primož Roglič, Ninna Kozorog, Alojz Ihan, Alan Hranitelj, Edward Clug, Lučka Kajfež Bogataj in Mladi za podnebno pravičnost, Andrej Razdrih in Gojko Zalokar                  |
| 2020 | Mario Fafangel | Bojana Beović, Mario Fafangel, Darko Brlek, Andrej Janež, Jure Knez, Dušan Mramor, Tadej Pogačar, Luka Renko, Ana Roš, Andrej Šter, Tatjana Lejko Zupanc, Tomaž Rodič in Iztok Kramberger                          |
| 2021 | Aleksander Čeferin | Barbara Štrukelj, Nika Kovač, Tadej Pogačar, Ema Kugler, Roman Jerala, Zdenka Mrak, Alojz Ihan, Matjaž Jereb in Samo Zver                                                                                          |
| 2022 | Marjan Pipenbaher − gradbeni inženir, ki je projektiral Pelješki most | Simon Vendramin in Stanko Močnik, Inštitut 8. marec, Ivo Boscarol, Maruša Bradač, Matjaž Šerkezi, Živa Ploj Peršuh in Tomo Peršuh, Urša Bogataj, Robert Golob, Nataša Pirc Musar                                   |
| 2023 | Romana Lesjak – županja Črne na Koroškem (zlasti zaradi njene aktivne vloge med poplavami v Sloveniji) | Srečko Šestan, Tatjana Bobnar, David Zupančič, Katja Stergar, Tadej Pogačar, Uroš Ocepek, Matjaž Kek, Rok Fazarinc, Ana Roš                                                                                        |
| 2024 | Samo Zver − vodja kliničnega oddelka za hematologijo v UKC Ljubljana (za opozarjanje na nepravilnosti v zdravstvu) | Bojan Cvjetićanin, Blaž Brodnjak, Sonja Prosenc, Maja Plaz, Tilen Genov, Janja Garnbret, Tadej Pogačar, Špela Miroševič, Goran Dragić                                                                              |